# Tân Châu, Khoái Châu
Tân Châu là một xã thuộc huyện Khoái Châu, tỉnh Hưng Yên, Việt Nam.

## Địa lý
Xã Tân Châu nằm ở phía tây huyện Khoái Châu, cách trung tâm huyện 7 km, có vị trí địa lý:
- Phía đông giáp xã Đông Kết
- Phía tây giáp Sông Hồng
- Phía nam giáp xã Đông Ninh
- Phía bắc giáp xã Tứ Dân.

Xã Tân Châu có diện tích 6,13 km², dân số năm 2019 là 10.214 người, mật độ dân số đạt 1.667 người/km²

## Hành chính
Xã Tân Châu được chia thành 6 thôn: Hồng Quang, Toàn Thắng, Mãn Hòa, Kiến Châu, Hồng Châu, Trưng Vương.

## Lịch sử
Trước đây, Tân Châu là một xã thuộc huyện Châu Giang cũ.
Ngày 24 tháng 7 năm 1999, Chính phủ ban hành Nghị định số 60/1999/NĐ-CP về việc chuyển xã Tân Châu thuộc huyện Châu Giang cũ chuyển về huyện Khoái Châu mới tái lập quản lý.